# Johann Baptist Anton Wimmer
Johann Baptist Anton Wimmer (* 9. Dezember 1793 in Gnadenberg; † 26. Februar 1870 in Sulzbach) war ein deutscher Verwaltungsjurist und Politiker.

## Leben
Wimmer war der Sohn des Zollbeamten Franz Xaver Wimmer und katholischer Konfession. Er studierte von 1809 bis 1814 Philosophie und Rechtswissenschaft in Landshut. Er war von 1814 bis 1816 Rechtspraktikant in Regen, von 1816 bis 1818 Advokaturskonzipient in Passau und von 1818 bis 1819 Akzessist am Stadtgericht in Regensburg. Zwischen 1819 und 1820 war er Aktuar, von 1820 bis 1824 2. Assessor am Landgericht Amberg und von 1824 bis 1836 1. Assessor am Landgericht Vohenstrauß. 
Von 1836 bis 1860 wirkte er als Landrichter. Er war zunächst Landrichter am Landgericht Bischofsheim, von 1842 bis 1856 am Landgericht Tirschenreuth und seit 1856 am Landgericht Sulzbach. Von 1860 bis 1869 war er Bezirkshauptmann in Sulzbach (1865 Regierungsrat). 1869 trat er in den Ruhestand, den er in Sulzbach verlebte.
Vom 23. April 1849 (für Gustav Schlör) bis zum 30. Mai 1849 vertrat er den Wahlkreis 7. Oberpfalz (Tirschenreuth) in der Frankfurter Nationalversammlung. Im Parlament blieb er fraktionslos und stimmte mit dem Rechten Zentrum.